# 矢島聖使
矢島 聖使（やじま せいじ、1923年 - 1981年）は、材料工学を専門とする工学者および化学者。

## 人物
無機材料工学を専門としており、かつては原子力関連の研究をしていた。1975年に有機金属化学が専門の林丈三郎、大森守の協力の下で高強度と耐熱性を併せ持つ炭化珪素繊維を開発した。有機珪素高分子を1000℃以上の不活性雰囲気中で焼成する事によってセラミック繊維を製造した。

## 研究実績
炭化珪素繊維を開発した。有機ケイ素ポリマーのポリカルボシランの焼成前の不融化処理の工程に劣化の原因となる酸素が入らないように電子線を照射する手法を開発した。ジェットエンジンや発電用ガスタービンの高性能化には高強度、耐熱性を併せ持つセラミック繊維が不可欠なため、近年注目される。

## 略歴
- 1946年 9月 京都帝国大学化学科卒業[1]
- 1946年 10月 京都帝国大学化学科副手[1]
- 1948年 4月 広島大学化学科助手[1]
- 1956年 4月 広島大学化学科講師[1]
- 1956年 6月 日本原子力研究所研究員[1]
- 1958年 4月 日本原子力研究所副主任研究員[1]
- 1964年 3月 東北大学金属材料研究所教授[1]

## 主な受賞
- 1965年 - 松永賞 セラミック核燃料物質中の核分裂生成物の拡散に関する基礎的研究[1]
- 1970年 - 谷川・ハリス賞 高温領域における種々の黒鉛材料に関する研究[1]
- 1975年 - 朝日賞 樹超高熱・超強度連続繊維の合成[1][3]
- 1975年 - 岩瀬賞 有機金属重合体の無機材料への転換[1]
- 1981年 - 勲三等瑞宝章受章